# Favola della botte
Favola della botte. Scritta per l'universale progresso dell'umanità (A Tale of a Tub. Written for the Universal Improvement of Mankind) è uno scritto di Jonathan Swift, composto tra il 1694 e il 1697, e pubblicato anonimo a Londra nel 1704 e, con correzioni e aggiunte di William Wotton, nel 1710. La prima edizione non anonima è nei Miscellaneous Works del 1720, volume curato da Thomas Johnson e stampato a L'Aia. La traduzione tedesca è del 1729. L'edizione critica moderna è quella di Adolph Charles Louis Guthkelch e David Nichol Smith (1920) o quella di riferimento della Oxford University Press (a cura di Angus Ross e David Woolley, 1986). Altre edizioni sono quella a cura di Lewis Melville (1937), quella a cura di Peter Quennell (1948), quella a cura di Herbert Davis (1965) e quella a cura di Kathleen Williams (1975). L'edizione italiana è stata pubblicata da Gianni Celati, dapprima nel 1966 (presso la Sampietro di Bologna) e poi nel 1990, completamente rivista, presso Einaudi. Esiste anche una traduzione parziale di Mascia Cardelli e una scolastica di Maristella Trulli.
È considerata la satira più complessa di Swift. L'opera è una parodia in prosa, divisa in una serie di "digressioni" e una "favola" di tre fratelli, ognuno rappresentante uno dei rami principali del Cristianesimo occidentale: Peter è il cattolicesimo, Martin il luteranesimo e Jack il calvinismo. Questa favola centrale ha un'eco lontana in Boccaccio (Decameron, novella III, giornata I).
La "favola" prende in giro gli eccessi religiosi, e le digressioni sono una serie di parodie di scritti contemporanei su letteratura, politica, teologia, esegesi biblica e medicina. Quando fu scritta, politica e religione erano ancora strettamente legati in Inghilterra, e gli aspetti politici e religiosi della satira sono difficilmente separabili.
Nell'apologia che apre l'opera dall'ed. del 1709 si dichiara l'intento a sciogliere i pregiudizi in modo utile e dilettevole, trattando gli abusi in materia di religione e di sapere, riconoscendo a distanza di tempo qualche facezia giovanile da parte propria, ma senza rinunciare a lottare contro "bisbetici, invidiosi, stupidi e uomini privi di gusto" e a mettere alla berlina "le follie e il fanatismo e la superstizione". Tra i bersagli dell'opera John Dryden e Roger L'Estrange (1615-1704) e in genere gli orgogliosi e i pedanti.
All'apologia seguono la giustificazione del libraio, l'epistola dedicatoria (a Sua Altezza Reale il Principe Posterità), una prefazione, un'introduzione, e la favola, interrotta dalle cinque digressioni "sui critici", "alla maniera moderna", "in lode della digressione", "sull'origine, l'uso e il progresso della pazzia in una nazione" e "omaggio al lettore", e infine una conclusione.
Quando l'opera venne pubblicata anonimamente, il cugino di Swift, Thomas si dichiarò esserne l'autore. Fu molto popolare, ma a essa Swift attribuì la sua difficoltà di carriera nella Chiesa d'Inghilterra. 
"Come l'arguzia è il più nobile ed il più utile dono dell'umana natura, così la comicità è il più gradevole".
Il nome italiano di quest'opera si deve ad un errore di traduzione. A Tale of a Tub in inglese, significa solo "favola" o "filastrocca"; ma i primi traduttori francesi effettuarono una traduzione alla lettera. Infatti il titolo "Favola della botte" non ha nessun nesso con il contenuto dello scritto.

## Edizioni italiane
- Jonathan Swift, Opere scelte, Edizioni Casini, Roma, 1959; a cura di Pino Bava, Collana I Grandi Maestri, Gherardo Casini Editore, Roma, 1990
- Id., Favola della botte, prefazione di Gianni Celati, Collana '70, Sampietro Editore, 1970
- Id., Opere, a cura di Masolino D'Amico, Collana i Meridiani, Mondadori, Milano, 1983 ISBN 978-88-04-23495-1
- Id., Favola della botte: scritta per l'universale progresso dell'umanità. A cura di Gianni Celati, Collana «NUE» n. 200, Einaudi, Torino, 1990 ISBN 978-88-06-11824-2
- Id., Elogio del rutto, a cura di Mascia Cardelli, con uno scritto di Edmund Gosse, disegni di Nando Perilli, Le Cariti, Firenze, 1998
- Id., A tale of a tub, a cura di Maristella Trulli, Pensa Multimedia, Lecce 2000
- Id., Favola della botte. Scritta per l'universale progresso dell'umanità, Collana I saggi, Nuova Editrice Berti, 2012 ISBN 978-88-73-64535-1